# Maria Podskarbi-Hebisz
Maria Podskarbi-Hebisz (ur. 1951 w Lamkach) – polska rzeźbiarka i pedagog, dr hab. nauk o sztukach pięknych.

## Życiorys
Ukończyła Państwowe Liceum Sztuk Plastycznych w Poznaniu i Państwową Wyższą Szkołę Sztuk Plastycznych we Wrocławiu. Profesor nadzwyczajny na Uniwersytecie im. Adama Mickiewicza w Poznaniu.
Zorganizowała ponad trzydzieści wystaw indywidualnych (m.in. w Monachium, Wałbrzychu i Krakowie) oraz uczestniczyła w blisko stu wystawach zbiorowych. Najważniejsze z nich: Begegnungen auf der Documenta 11 w Kassel (2002), Biennale Twórczości Nauczycieli w Warszawie (nagrodzona, 1987), Prezentacja Sztuki Środowiska Poznańskiego w Bilbao (1994), Międzynarodowe Sympozjum "Porcelana Inaczej" w Wałbrzychu i Wrocławiu. Jest twórczynią pracowni "Jaskinia Sztuki" w Ostrowie Wielkopolskim.
Jej prace znajdują się w kolekcjach prywatnych, zbiorach muzealnych i instytucjach państwowych w Polsce, Niemczech, Francji, Holandii, Chinach, Stanach Zjednoczonych i Korei Południowej.